# Et knæk
Et knæk er en dansk kortfilm fra 2016 instrueret af Andrias Høgenni.

## Handling
Denne artikel mangler et handlingsreferat. Hjælp os med at skrive det.

## Medvirkende
- Jens Andersen, Frank
- Louis Bodnia Andersen, Nalle
- Tine Gotthelf, Overlæge
- Maria Rich, Gitte
- Jesper Riefensthal, Politibetjent